# Hrvatski rukometni kup za žene 2010./11.
Hrvatski rukometni kup za žene za sezonu 2010./11. je četvrti put zaredom osvojila Podravka Vegeta iz Koprivnice.

## Rezultati

### Osmina završnice
| klub1                      | rez.  | klub2                      |
| -------------------------- | ----- | -------------------------- |
| Zamet Rijeka               | 30:21 | Koka Varaždin              |
| Podravka Lino Koprivnica   | 18:48 | Podravka Vegeta Koprivnica |
| Split 2010                 | 25:27 | Trešnjevka Zagreb          |
| Sloga Sveta Nedelja        | 19:43 | Sesvete Agroproteinka      |
| Orijent Presoflex Rijeka   | 27:35 | Lokomotiva Zagreb          |
| Zelina (Sveti Ivan Zelina) | 27:25 | Arena Pula                 |
| Petrijevci                 | 21:40 | Dalmatinka Ploče           |
| Rovinj                     | 29:24 | Osijek PSC Opel            |

### Četvrtzavršnica
Igrano 30. ožujka 2011.
| klub1                      | rez.  | klub2                      |
| -------------------------- | ----- | -------------------------- |
| Lokomotiva Zagreb          | 36:22 | Zelina (Sveti Ivan Zelina) |
| Sesvete Agroproteinka      | 27:27 | Dalmatinka Ploče           |
| Rovinj                     | 20:39 | Trešnjevka Zagreb          |
| Podravka Vegeta Koprivnica | 29:21 | Zamet Rijeka               |

### Završni turnir
Igrano 30. travnja i 1. svibnja 2011. u Samoboru.
| klub1                 | rez.          | klub2                      |
| poluzavršnica         | poluzavršnica | poluzavršnica              |
| --------------------- | ------------- | -------------------------- |
| Lokomotiva Zagreb     | 28:32         | Sesvete Agroproteinka      |
| Trešnjevka Zagreb     | 27:36         | Podravka Vegeta Koprivnica |
|                       |               |                            |
| za pobjednika         |               |                            |
| Sesvete Agroproteinka | 24:39         | Podravka Vegeta Koprivnica |

## Poveznice
- 1. HRL za žene 2010./11.
- 2. HRL za žene 2010./11.
- 3. HRL za žene 2010./11.